# 造内裏役
造内裏役（ぞうだいりやく）は、古代から中世の日本において、内裏または里内裏の造営・修造費用として諸国の公領・荘園に課された臨時課税で臨時雑役の一つである。

## 概要
天徳4年（960年）、平安京に遷都して以来、初めて内裏が焼失した。従来、内裏の造営費用や労働は原則としては庸調や雇役などによって賄ってきた。だが、この時には庸調の徴収はほとんど行われなくなっており、朝廷の財政も悪化していた。このため、朝廷は内裏再建のために諸国に対して殿舎ごとに造営を国宛していき、それぞれの国衙が持つ正税や不動穀によって費用を調達させることとしたのである。ところが、こうした出費は今度は地方財政の悪化を招き、正税や不動穀の不足に悩まされた国司たちは必要な費用や労働力を臨時雑役などの形で現地に転嫁するようになっていった。やがて諸国の国司（受領）は、公領・荘園を問わずに臨時の賦課が可能となる一国平均役を申請を求めるようになり、長久元年（1040年）に初めて認められるようになった。これが造内裏役の始まりである。延久3年（1071年）5月19日付官宣旨では、「五畿内七道諸国」に対して寺社領の本免に対する造宮料物（造内裏役）の賦課の停止を命じているが、これは裏を返せば国司が国内の荘園に対して造内裏役を賦課する一国平均役が確立していたことを示しており、寺社領を一国平均役の賦課対象となる荘園から外すために上記のような特別な官宣旨を必要としたと考えられている。保元2年（1157年）には朝廷側から造内裏役として一国平均役が賦課されるようになり、以後の造内裏役の手本とされた。朝廷にとって内裏は天皇の権威の象徴と考えられ、その造営費用の賦課である造内裏役には早くから一国平均役が認められ、また造内裏役賦課の前後には荘園整理令を出して土地の賦課範囲を確定させ、保元2年の時には荘園に対して直接宣旨や下文を発給して徴収を督促し、徴収に応じない荘園を没収する姿勢を見せたほどであった。
造内裏役は朝廷内に設置された造内裏行事所より殿舎・内廊単位で諸国への費用の国充が行われ、諸国の国司は負担額・納期限などを記した配符を国内の公領・荘園に下し、国衙が把握している田積に基づいて段別に米（鎌倉時代以後は銭も）賦課していった。承久の乱直前に行われた承久の内裏再建を最後にして日本全国に一国平均役を賦課するような造内裏役は行われなくなるが、次の建久の内裏再建以後は鎌倉幕府が深く関与するようになり、鎌倉幕府から「内裏修造諸課」の名目で御家人役として御家人に賦課されるようになった。室町時代に入ると、造内裏役の賦課・免除の権限が朝廷から室町幕府に移るようになり、実務面でも諸国の守護が大田文の記載に基づいて造内裏段米・造内裏段銭と称される段米・段銭の形式で徴収にあたった。しかし、室町幕府の衰退によって造内裏役徴収も困難になり、天文9年（1540年）に「禁裏御修理要脚」の名目で造内裏役の賦課が行われたのを最後として姿を消すことになった。